# Manuel Cardenal y Oscáriz
Manuel Cardenal y Oscáriz (Montauban, 1814-Matanzas, 1887) fue un jurista y político español, emigrado a Cuba, donde ocupó diversos cargos, entre ellos el de alcalde de Matanzas, siendo líder del partido de la Unión Constitucional en la provincia de Matanzas.

## Biografía
Nacido el 3 de enero de 1814 en la localidad francesa de Montauban, hijo de padres españoles que residían circunstancialmente en el lugar, cursó Filosofía y Derecho en las universidades de Sigüenza y de Alcalá de Henares y obtuvo los títulos de bachiller y licenciado en Leyes. Ejerció después su pasantía con los juristas Jerónimo María Betegón y Lorenzo de Arrazola. Se incorporó luego sucesivamente a los colegios de abogados de Madrid y de Burgos y en noviembre de 1844, convaleciente de una enfermedad, fue nombrado interventor general de Correos en Matanzas, cargo que desempeñó hasta julio de 1850 en que fue declarado cesante, por reforma, y nombrado asesor el 22 de marzo de 1852.
A su llegada a Matanzas había abierto un bufete de abogados y obtuvo luego el cargo de letrado consultor del Real Tribunal de Comercio de Matanzas, que ejerció hasta 1870, en que se promulgó en Cuba el decreto de supresión de fueros. Formó parte desde 1849 de la Comisión de Estadística y de la Junta Municipal de Caridad de la ciudad, así como pertenecía a la Academia de Jurisprudencia de Carlos III de Madrid, a la Academia Forense de Valladolid y a la Sociedad de Socorros Mutuos de Abogados de Valladolid.
Propagada la insurrección cubana de 1868 al departamento Oriental de la isla, se acordó en Matanzas la formación de un Comité Nacional Conservador el 13 de febrero de 1869, y en la reunión celebrada en el teatro Esteban con tal objeto Cardenal fue nombrado vicepresidente e individuo de la Comisión encargada de solicitar del general Dulce, gobernador de la isla de Cuba, la concesión de armas para los batallones de Voluntarios y los cuerpos movilizados de Milicias. En 1870 perteneció a la Junta de Notables que se formó en el Palacio de la Intendencia ante el general segundo cabo Buenaventura Carbó, para ocuparse en la redacción del Reglamento adicional a la ley Moret, sobre emancipación de los esclavos. Redactó el proyecto de exposición que se presentó al regente del reino en 1870 y fue nombrado delegado de la Junta de Matanzas, con plenos poderes, para representarla en la general que se efectuó en La Habana con objeto de aprobar el proyecto de emancipación. También presidió la Junta de bienes embargados y fue vocal de la de Instrucción Pública y regidor del Ayuntamiento.
Al formarse en 1878 en Matanzas el partido Unión Constitucional, Cardenal Oscáriz fue elegido para presidirlo. Organizó comités y dirigió las elecciones de diputados a Cortes y senadores. Fue presidente de la Diputación Provincial, alcalde-presidente del Ayuntamiento, presidente del Casino Español de Matanzas y senador del reino en mayo de 1884, si bien no pudo tomar asiento en la Cámara, por su mal estado de salud. Cardenal, que poseía la gran cruz de Isabel la Católica, falleció el 19 de abril de 1887 en Matanzas.